# René Uhlmann
René Uhlmann (* 1987) ist ein ehemaliger Liechtensteiner Naturbahnrodler. Er fuhr vier Jahre lang im Weltcup und nahm an zwei Weltmeisterschaften sowie einer Europameisterschaft teil.

## Karriere
René Uhlmann startete ab der Saison 2003/2004 im Weltcup. Bei seinem Debüt im Januar 2004 in Garmisch-Partenkirchen schied er nach einem Sturz aus. Erstmals punkten konnte er einen Monat später bei seinem Heimrennen in Triesenberg, wo er im Parallelwettbewerb den 29. Platz belegte. Im darauf folgenden Weltcupfinale in Aurach erzielte er Platz 31, womit er 48. im Gesamtweltcup wurde. Ähnliche Weltcupresultate erzielte Uhlmann auch in den nächsten Jahren, wobei er sich im Gesamtweltcup aufgrund der zunehmenden Anzahl gefahrener Rennen stetig verbesserte. War er in seinem Premierenwinter erst bei drei Weltcuprennen am Start gewesen, nahm er in der Saison 2004/2005, die er am 31. Gesamtrang beendete, bereits an vier der sechs Weltcuprennen teil und in der Saison 2005/2006 startete er erstmals in allen sechs Weltcuprennen. In vier davon fuhr er unter die schnellsten 30, wobei er mit dem 24. Platz beim Finale in Oberperfuss sein bestes Weltcupergebnis erreichte und 31. im Gesamtweltcup wurde. In seiner letzten Weltcupsaison 2006/2007 konnte er sich – mit zwei 25. Plätzen in Latsch und Umhausen als beste Saisonergebnisse – noch um vier Plätze auf den 27. Rang im Gesamtweltcup verbessern.
Bei seinem ersten Grossereignis, der Weltmeisterschaft 2005 in Latsch, belegte Uhlmann unter 47 gewerteten Rodlern den 44. Platz. Bei der am Ende der Saison ausgetragenen Junioreneuropameisterschaft 2005 in Kandalakscha schied er jedoch nach einem Sturz aus. Im Jahr 2006 erzielte er bei der Europameisterschaft in Umhausen den 36. Platz unter 43 Rodlern und bei der Juniorenweltmeisterschaft in Garmisch-Partenkirchen den 26. Rang unter 37 Teilnehmern. Sein letzter Start bei der Weltmeisterschaft 2007 im kanadischen Grande Prairie endete mit einem Ausfall im zweiten der drei Wertungsläufe. Nach der Saison 2006/2007 beendete Uhlmann seine Karriere.

## Erfolge

### Weltmeisterschaften
- Latsch 2005: 44. Einsitzer

### Europameisterschaften
- Umhausen 2006: 36. Einsitzer

### Juniorenweltmeisterschaften
- Garmisch-Partenkirchen 2006: 26. Einsitzer

### Weltcup
- Einmal unter den besten 30 im Gesamtweltcup
- Drei Platzierungen unter den besten 25 in Weltcuprennen